# Czas, który pozostał
Czas, który pozostał (fr. Le temps qui reste) – francuski dramat filmowy z 2005 roku w reżyserii François Ozona. Zdjęcia kręcono w Paryżu.

## Opis fabuły
Romain jest fotografem mody. Pewnego dnia podczas sesji zdjęciowej traci przytomność. Diagnoza: nowotwór złośliwy. Romain wie, że pozostało mu niewiele czasu życia i zastanawia się jak spędzić ten czas.

## Obsada
- Melvil Poupaud – Romain
- Jeanne Moreau – Laura
- Valeria Bruni Tedeschi – Jany
- Daniel Duval – ojciec
- Marie Rivière – matka
- Christian Sengewald – Sasha
- Louise-Anne Hippeau – Sophie
- Ali Suliman – chłopak Elizy